# Le Mesnil-Véneron
Le Mesnil-Véneron ist eine Gemeinde im französischen Département Manche in der Normandie. Sie gehört zum Kanton Pont-Hébert und zum Arrondissement Saint-Lô. Sie grenzt im Norden an Graignes-Mesnil-Angot, im Osten an Saint-Jean-de-Daye und im Süden und im Westen an Le Dézert.  

## Bevölkerungsentwicklung
| Jahr      | 1962 | 1968 | 1975 | 1982 | 1990 | 1999 | 2008 | 2018 |
| --------- | ---- | ---- | ---- | ---- | ---- | ---- | ---- | ---- |
| Einwohner | 107  | 102  | 98   | 99   | 97   | 94   | 97   | 118  |

## Sehenswürdigkeiten

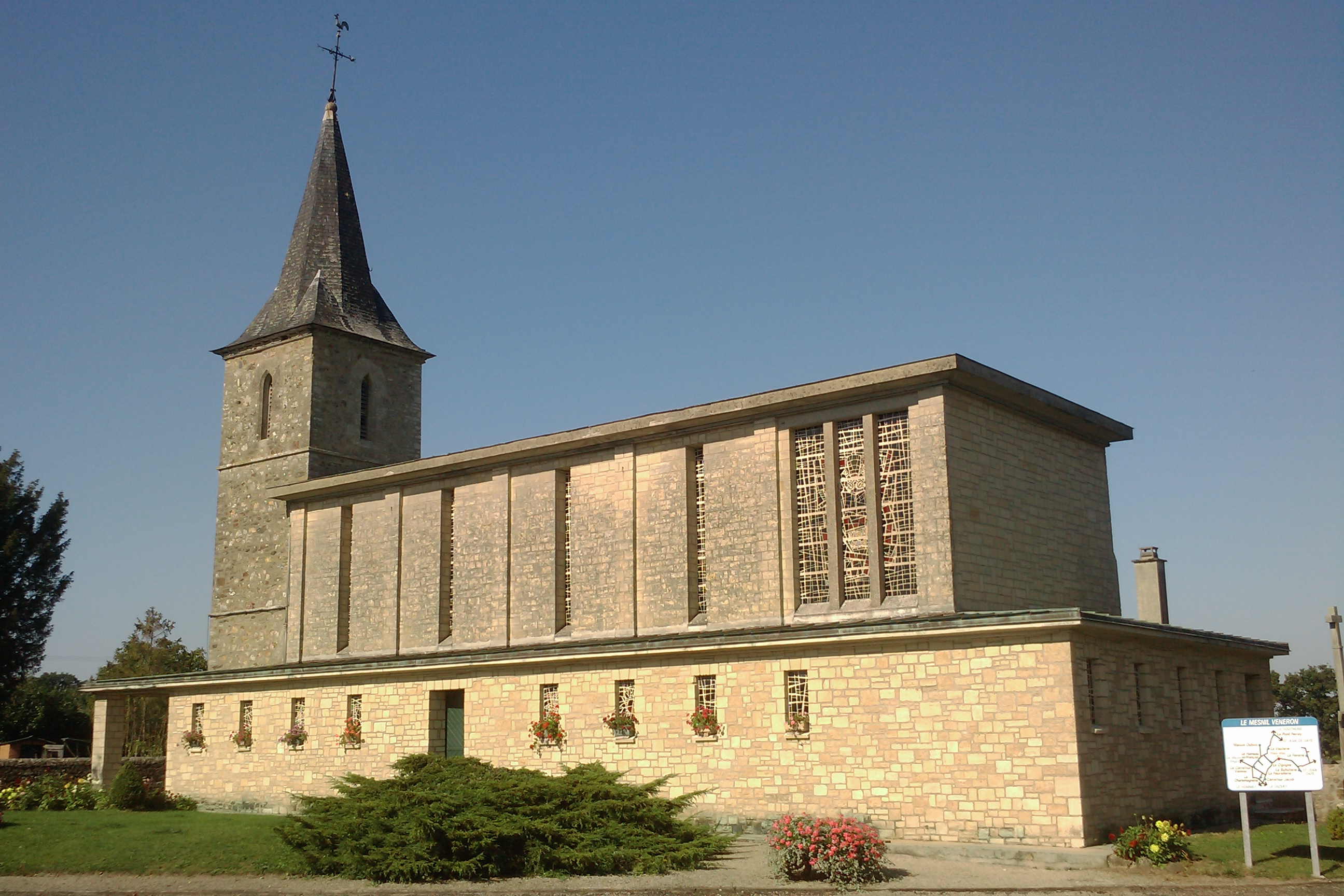
Kirche Saint-Pierre

- Kirche Saint-Pierre